# Wiktor Medwedtschuk
Wiktor Wolodymyrowitsch Medwedtschuk (ukrainisch Віктор Володимирович Медведчук; * 7. August 1954 in Potschot, Bezirk Aban (Abanskij rajon), Russische SFSR) ist ein Politiker und Oligarch, der bis Januar 2023 die ukrainische Staatsbürgerschaft besaß. Er war einer von vier Vorsitzenden der Partei Oppositionsplattform – Für das Leben (OPZH), der größten prorussischen Oppositionspartei in der Ukraine.
Medwedtschuk, der aufgrund einer Anklage wegen Hochverrats unter Hausarrest stand, tauchte zu Beginn des russischen Überfalls auf die Ukraine im Februar 2022 unter; im April 2022 wurde er vom ukrainischen Inlandsgeheimdienst festgenommen und am 22. September 2022 bei einem Gefangenenaustausch zwischen der Ukraine und Russland ausgetauscht und Russland übergeben. 

## Werdegang

### Herkunft und Ausbildung
Medwedtschuk wurde in der Region Krasnojarsk in Sibirien geboren. Einigen Quellen zufolge war sein aus der Ukraine stammender Vater wegen Kollaboration mit den deutschen Besatzungstruppen bzw. der „Teilnahme an nationalistischen Aktivitäten“ zu einer Gefängnisstrafe und anschließender Verbannung nach Sibirien verurteilt worden. Mitte der 1960er Jahre kehrte die Familie in die Ukraine zurück und ließ sich in einem Dorf in der Oblast Schytomyr nieder.
Medwedtschuk nahm 1972 ein Studium der Rechtswissenschaft und 1979 eine Tätigkeit als Rechtsanwalt in Kiew auf. Nach Angaben des ehemaligen Direktors des ukrainischen Inlandsgeheimdienstes SBU Leonid Derkatsch wurde er vom sowjetischen Geheimdienstes KGB als Agent mit dem Decknamen „Sokolovsky“ angeworben.

### Aufstieg
Medwedtschuk gilt als ein persönlicher Freund des russischen Präsidenten Wladimir Putin. In den frühen 1990er Jahren stieg Medwedtschuk zu einem der einflussreichsten Männer der Ukraine auf. Zu seinen Geschäftspartnern zählten unter anderem die Brüder Ihor und Hryhorij Surkis. Er gehörte zu den Anführern des sogenannten „Kiewer Clans“, eines Netzwerks mehrerer ukrainischer Großindustrieller.
Von 1997 bis 2002 war Medwedtschuk Parlamentsabgeordneter der Werchowna Rada. Ab 1998 war er Präsident der Vereinten Sozialdemokratischen Partei der Ukraine (SDPU). Zeitweise war er stellvertretender Parlamentsvorsitzender der Rada sowie Vorsitzender des Ukrainischen Anwaltsverbandes.
Nach der Parlamentswahl 2002 wurde Medwedtschuk zum Leiter der Präsidialverwaltung von Leonid Kutschma ernannt. In dieser Funktion galt er zur damaligen Zeit als einer der mächtigsten Männer der Ukraine, dem ein großer Einfluss auf Kutschma zugeschrieben wurde. Vor und während der Orangen Revolution infolge der Präsidentschaftswahl 2004 war er einer der Gegenspieler des Präsidentschaftskandidaten Wiktor Juschtschenko. Angeblich hat Medwedtschuk Herumtreiber bezahlt, damit sie sich auf Kundgebungen als Nazis gebärdeten, um damit Juschtschenko als Faschisten erscheinen zu lassen.
Nach dem Wahlsieg von Juschtschenko zog sich Medwedtschuk zunächst weitgehend aus der Politik zurück, bis zum März 2010 war er Mitglied des Obersten Rates der Justiz der Ukraine. 2012 gründete Medwedtschuk die politische Bewegung Ukrainische Wahl (Український вибір), die sich gegen die Annäherung der Ukraine an die Europäische Union und für eine weitgehende wirtschaftliche Integration mit Russland ausspricht.
Medwedtschuk blieb der wichtigste pro-russische Politiker der Ukraine. Er war auch im Dezember 2014 Unterhändler zum Gefangenenaustausch zwischen der Ukraine und Russland.
Medwedtschuk wurde mehrfach wegen Machtmissbrauchs, Hochverrats, Terrorismusfinanzierung und Geldwäsche angezeigt.
2020 war er Gast der AfD-Fraktion im Deutschen Bundestag.

### Krim-Annexion 2014
Medwedtschuk konnte während des laufenden russischen Kriegs in der Ukraine große Gewinne erwirtschaften, doch sein politischer Einfluss tendierte laut einer Einschätzung von Serhij Leschtschenko im Frühjahr 2019 gegen Null.
Am 24. Juni 2014 teilten die Volksrepublik Donezk und die Volksrepublik Lugansk der OSZE mit, dass Medwedtschuk zu ihrem Vertreter in den Verhandlungen mit der ukrainischen Regierung ernannt wurde. Am 8. Juli 2014 jedoch erklärte der selbsternannte Ministerpräsident der Volksrepublik Donezk, Alexander Borodai, dass Medwedtschuk „kein Recht hat, die Volksrepublik Donezk oder die Volksrepublik Luhansk zu vertreten“, und dass er ein „Vermittler bei den Verhandlungen“ sei. Über die Verhandlungen schrieb Medwedtschuk am 28. Juni 2014 auf seiner Facebook-Seite: „Die Hoffnung, dass ein Kompromiss gefunden wird, ist erschienen und wir schaffen es, einen Weg aus der gegenwärtigen Situation zu finden, die territoriale Integrität der Ukraine zu bewahren und den Frieden wiederherzustellen“.
Im Juli 2014 wurde berichtet, dass Medwedtschuk nicht an weiteren Verhandlungen mit den Separatisten beteiligt sein werde. Im Dezember 2014 erhielt er jedoch offiziell den Status eines Verhandlungsführers der Ukraine über den Austausch von Gefangenen mit den Separatisten. Am 5. Juni 2015 wurde er Sonderbeauftragter der Ukraine für humanitäre Angelegenheiten in der Trilateralen Kontaktgruppe zur Ukraine.

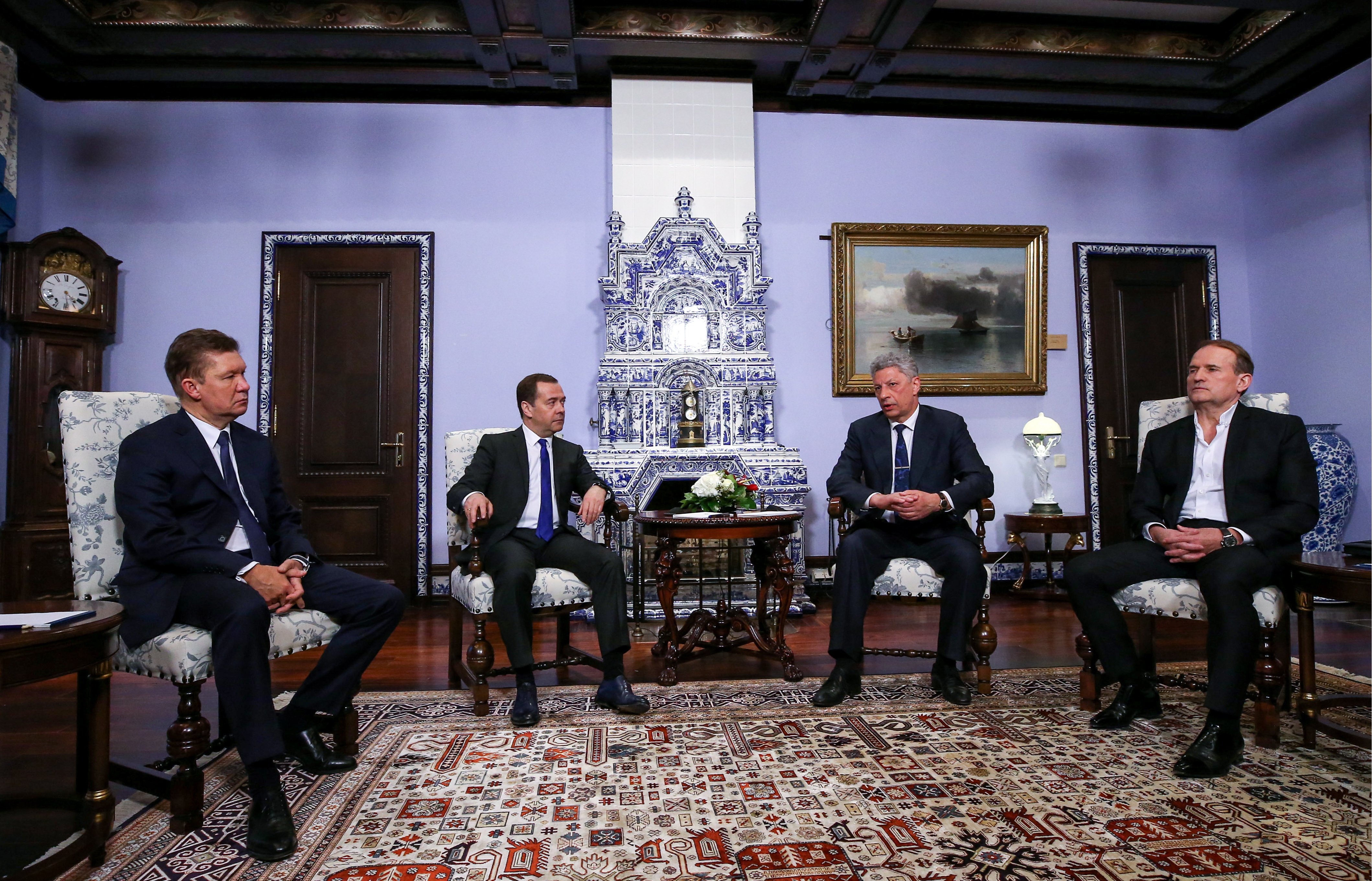
Treffen zwischen dem russischen Ministerpräsidenten Dmitri Medwedew und Gazprom-Chef Alexei Miller mit Jurij Bojko und Wiktor Medwedtschuk im Vorfeld der ukrainischen Präsidentschaftswahl 2019

In einem Interview mit The Independent im Jahr 2018 behauptete Medwedtschuk, dass sich die Vereinigten Staaten in die Angelegenheiten der, wie er es nannte, „brüderlichen“ Nationen Ukraine und Russland einmischen. Er behauptete, der russische Präsident Wladimir Putin wolle Frieden im Donbass und Putin werde alles tun, um die Ostukrainer vor Repressionen der „Kriegspartei“ der Ukraine zu schützen. Er räumte ein, dass Russland illegal separatistische Kräfte bewaffne, sagte aber, dass die Vereinigten Staaten, die NATO und die EU dasselbe täten, indem sie Waffen an die Ukraine liefern.
Im Mai 2021 veröffentlichten ukrainische Medien eine aufgezeichnete Audioaufnahme, in der Medwedtschuk dem Anführer der sogenannten Volksrepublik Donezk, Denis Puschilin, zum Tag des Sieges gratuliert und diesem weitere „Siege“ wünscht. Zudem zeigte er sich beeindruckt von einer Militärparade in Donezk.

### Ermittlungen, Verhaftung und Abschiebung
Am 11. Mai 2021 wurden Medwedtschuk und sein Kollege Taras Kosak, ein Abgeordneter der Oppositionsplattform – Für das Leben, als des mutmaßlichen Hochverrats und der illegalen Ausbeutung natürlicher Ressourcen auf der von Russland annektierten Krim in der Ukraine Verdächtigte benannt. Drei Tage später begannen die russischen Behörden mit der Liquidation des russischen Unternehmens Novye Proekty, das angeblich von Medwedtschuk für seine angeblich illegalen Ausbeutungen auf der Krim genutzt wurde. Medwedtschuk selbst wurde unter Hausarrest gestellt und mit einem elektronischen Ortungsgerät ausgestattet. 
Zu Beginn des russischen Überfalls auf die Ukraine 2022 konnte Medwedtschuk aus dem Hausarrest entkommen. Infolge der Ermittlungen entzog die Partei Oppositionsplattform – Für das Leben (OPZH) ihm am 7. März 2022 das Amt des Kovorsitzenden und Jurij Bojko wurde alleiniger Vorsitzender des politischen Rates der OPZH. Die Partei wurde am 20. März 2022 vom Nationalen Sicherheits- und Verteidigungsrat der Ukraine zusammen mit neun anderen Oppositionsparteien im Zuge des russischen Überfalls auf die Ukraine für die Dauer des Kriegsrechts verboten.
Am 12. April 2022 wurde Medwedtschuk vom ukrainischen Geheimdienst aufgegriffen und festgenommen; er trug eine Uniform des ukrainischen Militärs. Laut SBU-Angaben hätte er vom FSB nach Transnistrien gebracht werden sollen. Polnische Geheimdienstexperten teilten unter Berufung auf den SBU mit, dass der FSB bei der gescheiterten Fluchtaktion auch mehrere Medwedtschuk-Doppelgänger eingesetzt habe, um der ukrainischen Seite die Überwachung zu erschweren. In Kiew verbreitete sich die Version, dass Medwedtschuk vermutlich zum Präsidenten der Ukraine ausgerufen worden wäre, falls russische Fallschirmjäger, wie ursprünglich geplant, das Zentrum Kiews mit dem Präsidentenpalast besetzt hätten. Russland lehnte einen Austausch mit gefangenen Ukrainern im April 2022 ab.
Im September 2022 wurde er durch den Einsatz des Rechtsanwalts Bertrand Malmendier gegen 200 ukrainische Soldaten ausgetauscht, darunter 108, die nach den Kämpfen um das Asow-Stahlwerk in Mariupol in Gefangenschaft geraten waren. Im Januar 2023 entzog der ukrainische Präsident Wolodymyr Selenskyj Medwedtschuk und drei weiteren Parlamentsabgeordneten der Oppositionspartei OPZH die ukrainische Staatsbürgerschaft. Zwar verbietet Artikel 25 der ukrainischen Verfassung eigentlich den Entzug der ukrainischen Staatsbürgerschaft. Im ukrainischen Staatsbürgerschaftsgesetz ist allerdings nicht vorgesehen, eine zweite Staatsbürgerschaft zu haben, wie dies Medwedtschuk mit seiner –  nach Ansicht der Informationen des ukrainischen Geheimdienstes SBU und des Migrationsdienstes – russischen Staatsbürgerschaft hat. Wer als Ukrainer eine andere Staatsbürgerschaft annimmt, kann daher die ukrainische verlieren. Die Ausbürgerung wäre, sollten Medwedtschuk und die drei weiteren prorussischen Parlamentsabgeordneten eine russische Staatsbürgerschaft haben, demnach verfassungsgemäß.
Am 29. März 2024 berichtete die BBC News, dass Wiktor Medwedtschuk hinter dem Netzwerk Voice of Europe steht, das antiukrainische Propaganda verbreitet, rechtspopulistische westeuropäische Politiker finanziert haben soll und nach Aussage der deutschen Bundesregierung Teil der hybriden Kriegsführung Putins ist.

## Sanktionen
Wegen Terrorismusfinanzierung setzte der vom ukrainischen Präsidenten Wolodymyr Selenskyj gegründete nationale Sicherheits- und Verteidigungsrat Medwedtschuk und dessen Frau Oksana Martschenko am 19. Februar 2021 auf die ukrainische Sanktionsliste. Es wurde behauptet, er habe Gelder von seiner in Russland ansässigen Raffinerie an die Separatisten der sogenannten Volksrepublik Donezk und Luhansk in der Ostukraine transferiert. Medwedtschuk wies die Anschuldigungen zurück. Die Sanktionen froren die Vermögenswerte von Medwedtschuk für drei Jahre ein und hinderten ihn daran, Geschäfte in der Ukraine zu tätigen. Dies gilt auch für seine Frau, da  er meist in ihrem Namen handelte und meist offiziell sie die Inhaberin der Vermögenswerte von Medwedtschuk ist. Die von Medwedtschuk kontrollierten drei TV-Sender ZIK, NewsOne und 112 Ukraine fallen unter die Sanktionen und dürfen nicht mehr senden. Alle drei gehören formell Taras Kosak. Per Erlass Nummer 43/2020 wurden auch persönliche Sanktionen gegen den Abgeordneten Taras Kosak verhängt.
Im Zusammenhang mit der russischen Annexion der Krim 2014 wurde er am 17. März 2014 von den Vereinigten Staaten und Kanada mit Sanktionen in Form eines Einreiseverbots und einer Vermögenssperre belegt.
Die ukrainischen Behörden kündigten an, dass eine Ölpipeline, die angeblich von Medwedtschuk kontrolliert wird und russische Ölprodukte nach Europa transportiert, verstaatlicht wird.

## Vermögen
Die meisten Vermögenswerte von Medwedtschuk in der Ukraine wurden auf den Namen seiner Frau registriert. Medwedtschuk und sein Geschäftspartner Kosak verfügen über Gelder auf belarussischen Bankkonten, die von Geschäftspartnern des belarussischen Präsidenten Aljaksandr Lukaschenka, Aljaksej Aleksin und Mikalaj Warabej kontrolliert werden.
Im August 2015 wurde bekannt, dass sich Medwedtschuk trotz der Sanktionen für 214 Millionen Euro die Mega-Yacht Royal Romance gekauft hat. Ukrainische Medien berichteten am 13. März 2022, dass Medwedtschuk einen Nachbau eines Pullman-Speisewagens im Wert von mehreren Millionen US-Dollar besitze. Angeblich soll dieser Wagen ein Geburtstagsgeschenk seiner Frau Oksana Martschenko gewesen sein.

## Privates
Medwedtschuk ist zum dritten Mal verheiratet. Seine erste Frau war Marina Lebedewa. Mit seiner zweiten Frau Natalja Gawrilyuk hat er eine Tochter, Irina (* 1982). Mit seiner Gattin Oksana Martschenko, einer in der Ukraine bekannten Fernsehmoderatorin, hat er die Tochter Daryna (* 2004), deren Pate der russische Präsident Wladimir Putin ist.